# Silbercitrat
Silbercitrat ist ein Salz der Citronensäure. Es ist zusammengesetzt aus dem Kation Ag+ und dem Citratanion, C6H5O73−.

## Eigenschaften
Silbercitrat ist ein schweres, weißes kristallines Pulver. Die Verbindung ist lichtempfindlich und muss daher lichtgeschützt gelagert werden. Silbercitrat ist unlöslich in Wasser, aber löslich in Salpetersäure und in Ammoniakwasser.

## Herstellung
Silbercitrat wird bei Raumtemperatur als weißer Niederschlag beim Mischen von Silbernitratlösung mit Natriumcitratlösung erhalten.
{\displaystyle \mathrm {3\ AgNO_{3}+Na_{3}C_{6}H_{5}O_{7}\longrightarrow Ag_{3}C_{6}H_{5}O_{7}\downarrow +\ 3\ NaNO_{3}} }
Beim Kochen von Silbernitratlösung mit Natriumcitrat bilden sich unter Reduktion Silber-Nanopartikel.

## Verwendung
Silbercitrat wirkt in Verbindung mit Citronensäure schweißhemmend und bakterizid und wird daher in Deosprays und geruchshemmenden Fußsprays eingesetzt.